# مسجد جامع کویت
مسجد جامع کویت که به مسجد کبیر نیز معروف است یکی از بزرگ‌ترین مساجد کویت است و در ساحل شمال غربی خلیج فارس قرار گرفته‌است. گفته می‌شود این مسجد می‌تواند شصت هزار نمازگزار را در خود جای دهد.
مسجد جامع یکی از بناهای خاص در کویت و پس از مسجدالحرام و مسجدالنبی در عربستان، از بزرگ‌ترین مساجد در خاورمیانه می‌باشد.

## ساختمان
ساخت این مسجد در سال ۱۹۷۹ میلادی به دستور «شیخ جابر احمد الصباح» آغاز شد و در سال ۱۹۸۶ میلادی به پایان رسید.
ساخت این مسجد توسط حدود ۵۰ مهندس و ۴۵۰ کارگر انجام شده و حدود چهارده میلیون دینار کویتی هزینه آن شده‌است.
این مسجد مساحتی بالغ بر ۴۵ هزار متر مربع دارد و می‌تواند ۶۰ هزار نمازگزار را در خود بپذیرد.
مسجد جامع کویت، دارای سه مصلای بزرگ، مصلای اصلی، مصلای روزانه و مصلای بانوان است. مصلای اصلی به شکل مربع بوده و پنج هزار و ۱۸۴ متر مربع مساحت دارد. در مرکز آن گنبد مسجد قرار گرفته که از بزرگ‌ترین گنبدهای جهان است. این گنبد با ۱۴۴ پنجره شیشه‌ای که دارد نور خورشید را به داخل هدایت می‌کند که منظره زیبایی را به‌وجود می‌آورد.

## معماری
بنا به گفته مدیر مسجد، معماری این مسجد آمیزه‌ای از سبک‌های اندلسی و شرقی است. تزیینات و حکاکی‌های دیوارها با ظرافت و دقت خاص انجام شده‌است.
طراح این بنا «محمد صالح مکیه» معمار مشهور عراقی است.
این مسجد که جلوه‌ای از معماری اسلامی است تأثیر پذیرفته از سبک معماری ایرانی نیز هست.

## فعالیت فرهنگی
مسجد جامع کویت روزانه پذیرای علاقمندان محلی وخارجی است که برای فراگیری خوشنویسی عربی و هنرهای اسلامی مراجعه می‌کنند. کارکنان این مرکز که اشراف به زبان‌های خارجی دارند توریست‌ها و بازدیدکنندگان از کشورهای مختلف را در تور مسجد همراهی می‌کنند.

## کتابخانه
مسجد جامع کویت علاوه بر مصلاها و محوطه نمازگزاران دارای یک کتابخانه نیز می‌باشد که انبوهی از کتاب‌های اسلامی در آن قرار گرفته و برای استفاده عموم است.